# Красный Конь (Краснодарский край)
Красный Конь — хутор в Приморско-Ахтарском районе Краснодарского края.
Входит в состав Новопокровского сельского поселения. Население — 15 человек (2010).

## История
в 2007 году Законодательное собрание Краснодарского края обратилось в правительство РФ с просьбой образовать хутор Красный Конь из одноимённой овцеводческой фермы. Вскоре вышло постановление за подписью президента РФ[уточнить]

## Население
| 2010 |
| ---- |
| 15   |